# Орловы-Давыдовы
Орловы-Давыдовы — русский графский род, по мужской линии происходящий от Давыдовых, а по женской — от Орловых. Унаследовал фамильные реликвии братьев Орловых и родовую усадьбу «Отрада» в Подмосковье.
Со смертью 23 июня 1826 года Владимира Григорьевича Орлова пресекся род графов Орловых. Одна из дочерей графа Наталья Владимировна (1782—1819), была замужем за тайным советником Петром Львовичем Давыдовым (1782—1842).
Высочайше утверждённым 20 марта 1856 года мнением Государственного Совета её сын, внук графа Владимира Григорьевича Орлова, писатель, тайный советник и почётный член Академии наук Владимир Петрович Давыдов (1809—1882), получил дозволение принять имя и титул деда своего и потомственно именоваться графом Орловым-Давыдовым. Жена с 1832 года Ольга Ивановна (1814—1876), была дочерью князя Ивана Ивановича Барятинского (1772—1825).
Дети:
- Графиня Наталья (1833—1885), жена с 1856 года действительного тайного советника и шталмейстерa князя Дмитрия Николаевича Долгорукова (1827—1910), мать Петра и Павла
- Граф Владимир (1837—1870), генерал-майор, скончался бездетным.
- Граф Анатолий (1837—1905)[4], генерал-лейтенант, обер-гофмейстер, владелец имения Мариенберг; жена с 1864 года Мария (1842—1895)[5], дочь графа Егора Толстого.
  - Граф Владимир Анатольевич (1865—1936), стат. советник, землевладелец Никольской волости
  - Граф Александр Анатольевич (1869—1935), стат. советник, землевладелец Рязанской волости; жена Мария Михайловна Зографо.
  - Граф Алексей Анатольевич (1872—1935), член IV Государственной думы от Калужской губернии, прогрессист, масон высокой степени, казначей Верховного совета российского масонства, помещик Калужской, Курской, Воронежской, Московской, Нижегородской, Орловской, Рязанской, Тамбовской губ. Первая жена — Фекла Георгиевна, урождённая баронесса Стааль, жена с 1914 года — актриса Александринского театра Мария Яковлевна Пуаре (1863—1933)[6].
- Графиня Мария (род. 1840), фрейлина императрицы Марии Александровны
- Графиня Евгения (1845—1872), жена Петра Алексеевича Васильчикова (1829—1898); у них дочь Александра, в замужестве княгиня Ливен
- Граф Сергей (1849—1905), владелец подмосковных усадеб Спасское и Кривякино, женился в 1880 году на Елизавете Васильевне, урождённой Арсеньевой. Учредил детскую больницу св. Ольги в московском переулке, получившем его имя (см. Орлово-Давыдовский переулок).

Род графов Орловых-Давыдовых внесён в V часть родословных книг Калужской, Московской и Санкт-Петербургской губерний.

## Описание герба

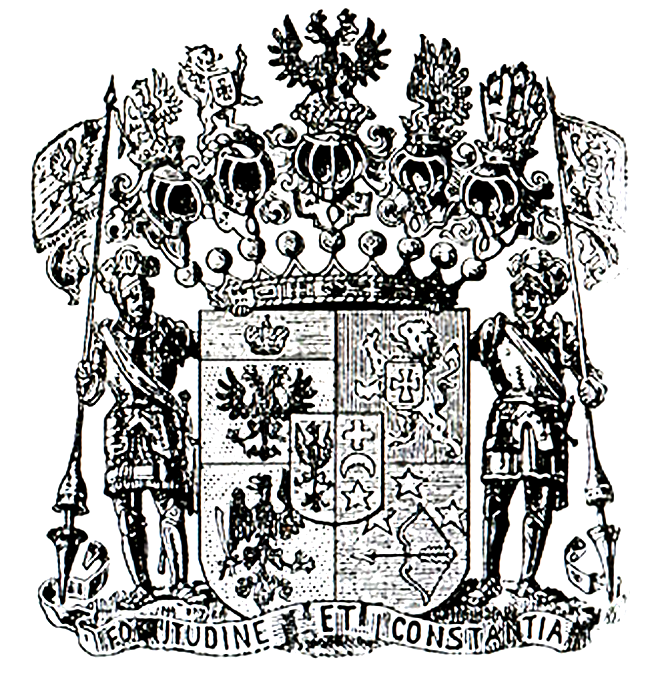
некоторые детали лучше различимы на монохромном изображении

Щит четверочастный, с малым щитком в середине. В первой золотой части чёрный двуглавый коронованный орел с червлеными глазами и языком. В лазоревой главе части золотая императорская корона. Во второй червленой части горностаевый лев, обремененный лазоревым щитом с золотым крестом о широких концах, что герб Орловых. В третьей золотой части чёрный орел с червлеными глазами, языком и опущенным правым крылом, держащий в правой лапе серебряный изогнутый меч с золотой рукоятью. В четвёртой лазоревой части золотой натянутый лук со стрелой направленной вправо, сопровождаемый вверху и по бокам тремя золотыми пятиконечными звездами, что герб Давыдовых.
Малый щиток пересечен вертикально. В первой половине пересеченной горизонтально на 10 частей лазоревым и золотом, червленый орел. Во второй лазоревой половине изображены золотой греческий крест и золотая пятиконечная звезда и между ними серебряный полумесяц рогами обращенный вниз.
Щит увенчан графской короной и пятью графскими шлемами. Первый коронован графской короной, второй червленым венчиком (бурелетом) с серебром, остальные дворянскими коронами. Нашлемники: первого шлема — чёрный двуглавый коронованный орел с червлеными глазами, языками и золотыми клювами и лапами; второго — горностаевый лев с лазоревым щитом, на котором изображен золотой равновеликий крест; третьего — два червленых соединенных орлиных крыла, четвёртого — чёрный орел с червлеными глазами, языком и золотыми клювом и лапами с опущенным правым крылом, держащий в правой лапе серебряный изогнутый меч с золотой рукоятью, пятого — широкий пучок лазоревых перьев, на них натянутый золотой лук со стрелой направленной вправо, над ним золотой греческий крест и золотая пятиконечная звезда и между ними серебряный полумесяц рогами обращенный вниз. Наметы: первого и четвёртого шлемов — чёрный с золотом, второго — червленый с серебром, третьего — червленый с золотом, пятого — лазоревый с золотом. Щитодержатели: два рыцаря в серебряных латах, из которых правый держит знамя со старым гербом Орловых, а левый — знамя с новым гербом Орловых. Девиз: «Fortitudine et constantia».